# رابین هود: مردانی در لباس چسبان
رابین هود: مردانی در لباس چسبان (انگلیسی: Robin Hood: Men in Tights) فیلمی در ژانر اکشن، کمدی، و نقیضه به کارگردانی مل بروکس است که در سال ۱۹۹۳ منتشر شد.

## بازیگران
- کری الویس
- ریچارد لویس
- کورنبرگ ریس
- امی یاسبک
- دیو چپل
- تریسی آلمن
- آیزاک هیز
- اریک آلن کریمر
- کلایو رویل
- پاتریک استوارت
- دام دی‌لوئیس
- مل بروکس
- دیک وان پاتن
- دیوید دی لوئیس
- متیو پورتا
- مالکوم دانره
- چاک مک‌کان
- چیس مسترسون
- نیک جامسون
- ایوری شرایبر